# 亀谷博昭

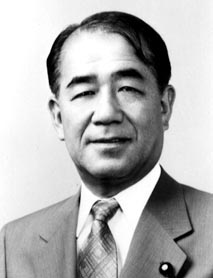

亀谷 博昭（かめや ひろあき、1940年（昭和15年）5月18日 - 2003年（平成15年）2月19日）は、日本の政治家。
宮城県議会議長、宮城県議会議員（5期）、参議院議員（1期）を歴任した。

## 人物
1940年（昭和15年）5月18日、当時父が海軍に勤務していた関係で、海軍基地のある神奈川県横須賀市に生まれる。その後、太平洋戦争勃発と戦争激化に伴い、郷里である宮城県に疎開し、多賀城市に移り住む。
1959年（昭和34年）宮城県仙台第一高等学校を卒業。家庭の事情で、大学進学を断念し、地元の河北新報社に就職する。この間、ボランティア活動を通じて政治を志し、1971年（昭和46年）宮城県議会議員選挙に仙台市選挙区から立候補するが現職の壁が厚く落選。以後4年間参議院議員大石武一の秘書となる。
1975年（昭和50年）宮城県議会議員選挙に仙台市選挙区から立候補し前回の雪辱を果たして初当選する。以後5選。三塚博派の県議として活動する中で、謹厳実直な人柄と確かな行動力により頭角を現し、自由民主党宮城県連幹事長などを経て、1992年（平成4年）宮城県議会議長に選出される。第17回参議院議員通常選挙で自民党公認候補となり、1995年（平成7年）宮城県選挙区から立候補し、当選する。
在任中は、農林水産政務次官や自民党宮城県連会長などを務めた。また、公文書の保管制度の充実や捕鯨問題等に積極的に取り組んだ。
2001年（平成13年）第19回参議院議員通常選挙に自民党公認候補（公明党推薦）として万全の体制で臨むが、無所属（自民党・公明党・保守党推薦）の愛知治郎に仙台市部の保守票を奪われ、保守分裂の選挙となった影響で、257,000票余りを獲得したものの、15,312票差で惜しくも落選した。同年、衆議院宮城4区補欠選挙に先立って自民党が行った候補者予備選挙に立候補したが、亡父の地盤を継いだ伊藤信太郎に敗れた。
晩年は俳句を嗜み、河北新報等に投稿していた。
2003年（平成15年）2月19日、肝臓がんのため死去。62歳没。

## 職歴
- 1975年 宮城県議会議員（5期）
- 1992年 宮城県議会議長
- 1995年 参議院議員（1期）
- 1999年 農林水産政務次官

## 逸話
亀谷の葬儀に病躯を押して参列し、弔辞を読んだ三塚博も翌年亡くなった。